# ビー・アンド・ディー
株式会社ビー・アンド・ディー（英: B&D Co.Ltd.）は、かつて愛知県においてドラッグストア、調剤薬局を運営していた企業である。コーポレートスローガンは「あなたと一緒に、この街で」。

## 概要
地域密着を掲げたドミナント戦略で名古屋市、春日井市を中心にドラッグストアチェーンの「B&Dドラッグストア」を展開する。
元々はCGCグループに加盟していたが、2018年5月に親会社であったビー・アンド・ディーホールディングスがツルハホールディングスに買収されたことにより、ツルハグループの一員となり。同年10月に離脱。プライベートブランドも11月以降は「CGC」ブランドなどからツルハグループのプライベートブランド「くらしリズム」や同社の提携先であるイオングループの「トップバリュ」などに切替えた。また、自称業界最高レベルの還元率をとるポイントカードを導入していたが、2018年7月からツルハグループ共通の会員プログラムに移行した。
独自の取り組みとして、従業員による「手書きPOP」をWebサイトにてプロモーションしている。社内検定を合格した従業員による独特なコメントやイラストで売場を彩っている。

### B&Dの由来
1985年に開業した1号店である「サンヨーB&D」が、ドラッグストアに書店を併設していた店舗形態であったことから、「BOOK&DRUG」を略して「B&D」と名付けられた。書籍販売事業は2001年に完全撤退したものの、現在は主力である"化粧品と医薬品"からもじった「BEAUTY&DRUG」の略称と謳っている。

## 沿革
- 1985年（昭和60年）8月 - 株式会社ビー・アンド・ディー設立[1]。
- 1990年（平成2年）11月 - 愛知県春日井市に1号店となる「東野店」オープン。
- 2001年（平成13年）12月 - 書店事業から完全撤退し、ドラッグストア専業となる。
- 2018年（平成30年）5月22日 - 親会社の株式会社ビー・アンド・ディーホールディングスの全株式を株式会社ツルハホールディングスが取得したことにより、同社の連結子会社となる[6]。
- 2020年（令和2年）5月16日 - 親会社の株式会社ビー・アンド・ディーホールディングスを吸収合併。株式会社ツルハホールディングスの直接子会社となる[7]。
- 2024年（令和6年）5月16日 - 株式会社ツルハに吸収合併され、解散[8]。「B&Dドラッグストア」の運営はツルハが継承、B＆Dグループは解散した。

### 注
1. ↑  2020年5月に親会社のビー・アンド・ディーホールディングスがツルハホールディングスに吸収合併されたことにより、親会社のビー・アンド・ディーホールディングスの法人は消滅、ビー・アンド・ディーはツルハホールディングスの子会社となった。
2. ↑  ツルハが発行する「ツルハドラッグポイントカード」に準じ、年間の購入金額に応じてポイント倍率が変動する「会員ランクアップ制度」が導入され、杏林堂スーパードラッグストアを除く全国のツルハグループ店舗でも利用が可能となる。B&D独自の施策として、会員ランクが入会した時点で「ゴールド会員」となり、調剤薬局での利用を除くポイント倍率が常時2倍となる。さらに、年間の累計購入金額が10万円に満たない場合でも「ゴールド会員」が維持される。